# Некерована декомпресія
Некеро́вана декомпре́сія — це несподіване падіння тиску повітря в закритому об'ємі, наприклад, внаслідок розгерметизації салону літака. Якщо швидкість зниження тиску вища, ніж швидкість виходу повітря з легень, то це явище називають вибухо́вою декомпре́сією. Декомпресія, що проходить швидко, але не швидше, ніж повітря виходить з легенів, носить назву швидко́ї декомпре́сії. Нарешті, пові́льна, або поступо́ва декомпре́сія відбувається настільки повільно, що суб'єктивно не виявляється до появи ознак гіпоксії.
Некерована декомпресія може бути результатом людської помилки, втоми матеріалу, відмови техніки або зовнішнього впливу, що спричиняє пошкодження герметичної оболонки.

## Визначення
Термін «некерована декомпресія» стосується незапланованого падіння тиску в об'єктах, всередині яких перебувають люди, наприклад салон літака на великій висоті, космічний корабель, або барокамера, тоді як подібні за механікою процесу пошкодження трубопроводів високого тиску, які використовуються для передавання газу чи рідини під тиском, зазвичай називають вибухом, або використовують інші терміни, наприклад BLEVE тощо, залежно від конкретної ситуації. Безпосередньою причиною декомпресії є або руйнування корпусу літака (чи космічного корабля), або відмова системи кондиціонування, що призводить до поступового вирівнювання тиску зовні й усередині літального апарата. Швидкість і сила декомпресії залежить від розміру самого об'єкта (літака, космічного корабля), перепаду тиску між внутрішнім і зовнішнім середовищем і розміру отвору витоку.

### Вибухова декомпресія
Виникає в разі, якщо швидкість падіння тиску перевищує швидкість виходу повітря з легенів. Існує міська легенда, що під час вибухової декомпресії авіапасажирів буквально розриває, і, принаймні, вони гинуть. Насправді, навіть у випадку раптового утворення значного (близько 10 кв. м.) отвору у фюзеляжі пасажирського авіалайнера і вибухової декомпресії, відносна зміна тиску невелика, близько 0,3 — 0,5 атм, і є ризик баротравми лише слабкого ступеня тяжкості (барабанних перетинок і легень). Так трапилося, наприклад, під час вибухової декомпресії салону на рейсі AQ-243 Aloha Airlines в 1988 році. На висоті понад 7000 м зірвало значну частину верхньої обшивки переднього салону, більш як 30 м2. Лише пасажири, які сиділи безпосередньо під зірваним дахом переднього салону, зазнали слабкої баротравматичної емфіземи легенів і постраждалих відпустили додому того ж дня після огляду в лікарні, один пасажир зазнав баротравми вуха слабкого ступеня (почервоніння і хворобливість перетинки), решта пасажирів від баротравми не постраждали зовсім (хоча декого госпіталізували через механічні травми).
Однак за вибухової декомпресії з великим перепадом тиску, що може статися, наприклад, з водолазами, смертельний ризик є. Добре відомий і задокументований нещасний випадок на буровій платформі Byford Dolphin у 1983 році. Відбулася вибухова декомпресія з надзвичайно великим перепадом тиску 8 атм (відповідає миттєвому спливанню з глибини майже 100 м після тривалої роботи на глибині). П'ятеро водолазів загинули: четверо від сильної газової емболії і пошкодження внутрішніх органів при закипанні крові й один був розірваний при викиді через вузький отвір люка водолазної камери.

### Швидка декомпресія
Швидка декомпресія відбувається повільніше, ніж за кілька секунд, хоча тиск в легенях під час видиху і при відкритих дихальних шляхах може падати все ж повільніше, ніж у навколишньому середовищі. Ризик баротравми авіапасажирів практично відсутній, хоча теоретично зберігається. Ризик баротравми під час великих перепадів тиску, наприклад у водолаза, великий в разі затримки дихання і недотримання правил водолазних занурень. Ступінь тяжкості можливих пошкоджень при цьому також може бути різним, аж до смертельної баротравми легень.

### Повільна декомпресія
Повільна, або поступова, декомпресія відбувається повільно і аж до появи ознак гіпоксії виявляється тільки за допомогою приладів. Може виникнути внаслідок розгерметизації літака, що набирає висоту. Наприклад, катастрофа рейсу 522 Helios Airways трапилася через те, що була вимкнена система автоматичного регулювання тиску в кабіні.

## Травми, викликані декомпресією
Декомпресія може спричинити такі травми:
- Гіпоксія — найнебезпечніший наслідок, оскільки може настати непомітно і вивести з ладу екіпаж.
- Баротравма — зазвичай за декомпресії вибухового типу.
- Кесонна хвороба — за швидкого і вибухового типі.
- Висотна хвороба — як правило, виникає під час повільної декомпресії.
- Обмороження від впливу холодного повітря на великих висотах.
- Фізичні травми як результат вибухової декомпресії.

## Захист від наслідків

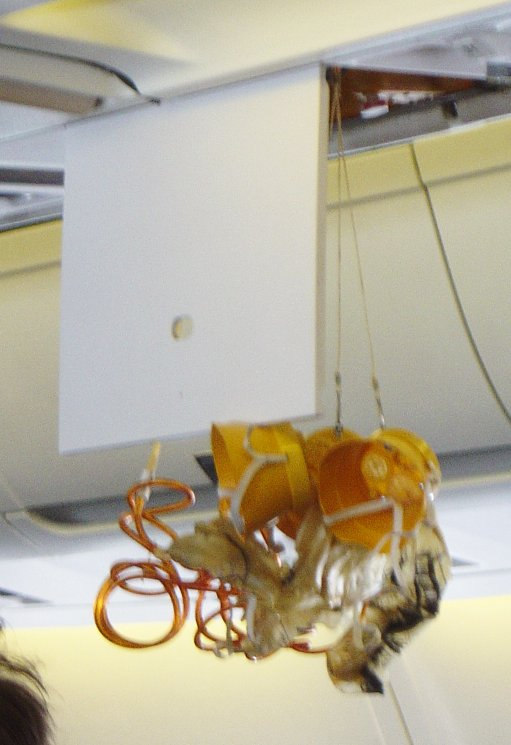
Викинуті кисневі маски

В сучасних літаках цивільної авіації при аварійній декомпресії автоматично викидаються кисневі маски для пасажирів і екіпажу. Пасажири і члени екіпажу повинні негайно надягти ці маски спочатку на себе, а потім, якщо необхідно, на тих, хто поруч, після чого екіпаж має протягом декількох хвилин знизити висоту польоту до такої, на якій герметизація кабіни не потрібна (близько 4000 м), і потім здійснити вимушену посадку.
У військових літаках регулятори тиску в кабіні (АРТ) мають так званий «бойовий» режим роботи, що передбачає знижений тиск наддуву, а отже, і менші наслідки для екіпажу при прострілах гермокабіни. Подібне технічне рішення прийшло з досвіду другої світової війни, коли екіпажі бомбардувальників гинули при порушенні герметичності кабіни на великій висоті.

## У промисловості
Різні ущільнювальні кільця і герметизувальні прокладки, що використовуються в трубопроводах високого тиску, також схильні до декомпресії. Згодом вони насичуються газами і в разі зниження тиску в посудині (якщо швидкість зниження тиску більша від швидкості виходу газів з матеріалу ущільнювача) виникає вибухова декомпресія ущільнювача, що викликає його пошкодження. Тому подібне обладнання, перед тим, як сертифікувати його як безпечне для використання, перевіряють на декомпресію.